# East Thermopolis
East Thermopolis är en småstad (town) i Hot Springs County i delstaten Wyoming i USA, med 254 invånare vid 2010 års folkräkning. Staden gränsar i väster direkt till countyts huvudort Thermopolis och utgör en administrativt självständig förort till denna. Städerna skiljs åt av Bighorn River.
I East Thermopolis ligger Wyoming Dinosaur Center.